# Józefów-Kolonia
Józefów-Kolonia – wieś w Polsce położona w województwie łódzkim, w powiecie poddębickim, w gminie Poddębice.
W latach 1975–1998 miejscowość administracyjnie należała do województwa sieradzkiego. Według Narodowego Spisu Powszechnego Ludności i Mieszkań z roku 2011 liczba mieszkańców wsi wynosiła 58.